# Condado de Union (Ohio)
El condado de Union (en inglés: Union County), fundado en 1820, es uno de 92 condados del estado estadounidense de Ohio. En el año 2000, el condado tenía una población de 40,909 habitantes y una densidad poblacional de 36 personas por km². La sede del condado es Marysville. El condado recibe su nombre por haber sido formado por la unión de cuatro condados.

## Geografía
Según la Oficina del Censo, el condado tiene un área total de 1,132 km², de la cual 1,131 km² es tierra y 1 km² (0.08%) es agua.

### Condados adyacentes
- Condado de Marion (noreste)
- Condado de Delaware (este)
- Condado de Franklin (sureste)
- Condado de Madison (sur)
- Condado de Champaign (suroeste)
- Condado de Logan (oeste)
- Condado de Hardin (noroeste)

## Demografía
Según la Oficina del Censo en 2000, los ingresos medios por hogar en el condado eran de $51,743, y los ingresos medios por familia eran $58,384. Los hombres tenían unos ingresos medios de $40,910 frente a los $27,405 para las mujeres. La renta per cápita para el condado era de $20,577. Alrededor del 4.60% de la población estaban por debajo del umbral de pobreza.

## Municipalidades

### Ciudades
- Dublín (parte)
- Marysville

### Villas
| - Magnetic Springs - Milford Center | - Plain City (parte) - Richwood | - Unionville Center |

### Áreas no incorporadas
| - Allen Center - Arnold - Bridgeport - Broadway - Byhalia - Chuckery - Claibourne - Dipple | - Essex - Irwin - Jerome - Lunda - New California - New Dover - Peoria | - Pharisburg - Pottersburg - Raymond - Somersville - Watkins - Woodland - York Center |

### Municipios
| - Allen - Claibourne - Darby - Dover - Jackson | - Jerome - Leesburg - Liberty - Millcreek - París | - Taylor - Union - Washington - York |